# Christian Bourquin

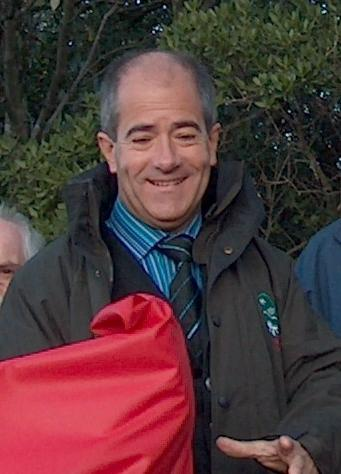
Christian Bourquin (2007)

Christian Bourquin (* 7. Oktober 1954 in Saint-Féliu-d’Amont, Département Pyrénées-Orientales; † 26. August 2014 in Montpellier) war ein französischer Politiker der Parti socialiste (PS). Von 1997 bis 2002 war er Mitglied der französischen Nationalversammlung. Seit 1998 bekleidete er das Amt des Präsidenten des Generalrats des Départements Pyrénées-Orientales. Von 2011 bis zu seinem Tod war Bourquin Mitglied des französischen Senats.